# زائری زیر باران
زائری زیر باران نام مجموعه داستان کوتاهی از احمد محمود است که توسط انتشارات معین نخست در سال ۱۳۴۶ انتشار یافت و پس از آن به چاپ‌های متعدد رسید.

## توضیحات بیشتر
مجموعه قصه «زائری زیر باران» سند روشن، گویا و بی پیرایه ای از صفا و صداقت و هجوم آفت به چشم‌انداز سبز باغی پر درخت است - باغی که آبش را مسموم کرده‌اند و برگهای تازه اش به وسعت یک لبخند هم نمی پایند و قبل از طلوع، غروب در تدارک رسیدن است.
محمود از دنیای امیدی که بیهوده می‌روید، به سرزمینی می‌رسد که همه چیز در حال دگرگونی است، دگرگونی ویرانگر، دگرگونی پرخاشگر و سرانجام دگرگونی در تسلیمها و باورها.
مکان قصه‌های مجموعه «زائری زیر باران» اکثراً جنوب است، جنوبی که صمیمیت در آن با آفتاب داغ الفتی دیرینه دارد. محمود در این مجموعه، قصه گوی زوالها و وحشتها است و دلش نمی‌خواهد بیهوده به کسی امید بدهد و سرانجام در مرحله عمل این امید مثل تابوتی بی گور روی دست صاحبش بماند.
قصه «ترس» جدالی برای زیستن و آزاد زیستن است، «از دلتنگی» حکایت گونه ای از سرگردانی است، «برخورد» از هجوم ماشین به روستا می‌گوید  روستایی که نمی‌داند با این هیولای خستگی ناپذیر چه کند و در «سایه سپیدارها»، قصه تلخ بی‌اعتمادی است به نشانه ویرانی برای همه چیز.